# Call Me (Blondie-dal)
A Call Me az amerikai Blondie rockegyüttes egy dala. 1980 februárjában jelent meg, és listavezető lett mind Angliában, mind Amerikában, ezzel az együttes legnagyobb sikerű slágere lett.
A dal az Amerikai dzsigoló című film fő zenei motívuma. Az európai producer, Giorgio Moroder eredetileg Stevie Nicks énekesnőt (a Fleetwood Mac tagját) kérte fel, hogy közösen írják meg a dalt, de Nicks visszautasította az ajánlatot (egy nemrég aláírt megállapodás a Modern Recordsszal megakadályozta, hogy együtt dolgozzon Moroderrel). Emiatt fordult Moroder végül is Debbie Harryhez. Bemutatott neki egy durva instrumentális tervezetet, amit Man Machine-nek nevezett el, és Harryre maradt a feladat, hogy írjon hozzá szöveget és dallamot, ami Harry saját állítása szerint pár órát vett igénybe. A kész dalt a Blondie együttes vette fel Moroder produceri felügyelete mellett. Az eredeti angol szövegben Harry a „call me” kifejezést olasz („Amore, chiamami”) és francia nyelven is elénekelte („Mon cheri, appelle-moi”).
Amerikában a dalt három különböző kiadóvállalat is megjelentette: a filmzene-albumon a Polydor, 7 és 12 hüvelykes kislemezen az együttes kiadója, a Chrysalis, és spanyol nyelvű kislemezen a Salsoul Records. A spanyol verzió Llámame címen Mexikóban és Dél-Amerikai országokban jelent meg. Ez a verzió később helyet kapott az 1993-as Blonde and Beyond ritkasággyűjteményben. Ben Liebrand 1988-as remix verziója felkerült az Once More into Bleach ramixalbumra.
A dal bekerült a Karaoke Revolution Party videójátékba.

## Sikere
A kislemez 1980 februárjában jelent meg Amerikában, segítve a film reklámját. Az első helyet érte el a Billboard Hot 100-on, és platinalemez lett (körülbelül 1,5 milliós eladással). Angliában két hónappal később jelent meg, és az együttes negyedik listavezető kislemeze lett alig több mint egy éven belül. Még abban az évben felhasználták a British Telecom cég Direct Dial szolgáltatásának reklámozására. 2003-ban a Rolling Stone magazin „Minden idők 500 legjobb dalának listáján” a 283. helyre sorolták.

## Videóklip
Két videóklip készült hozzá:
- Az egyik Debbie Harryről készült New York-i és manhattani videofelvételekből volt összemásolva. Ez a verzió szerepelt az 1991-es The Complete Picture: The Very Best of Deborah Harry and Blondie ideoklip gyűjteményben.
- A másikban nem szerepelte sem az énekesnő, sem az együttes, egy New York-i taxisofőrt mutatott be, aki a város forgalmában autózott.

## Kislemez kiadás
US, UK 7" (CHS 2414)
1. Call Me (Theme from American Gigolo) (7" edit) – 3:32
2. Call Me (7" instrumentális) – 3:27

UK 12" (CHS 12 2414)
1. Call Me (7" edit) – 3:32
2. Call Me (spanyol verzió - 7" edit) – 3:32
3. Call Me (7" instrumentális) - 3:27

US 12" (Salsoul SG 341)
1. Call Me (spanyol verzió, extended) – 6:23
2. Call Me (12" instrumentális) – 6:10

## Helyezések
| Ország (1980) | Legmagasabb helyezés |
| ------------- | -------------------- |
| Amerika       | 1                    |
| Anglia        | 1                    |
| Írország      | 2                    |
| Norvégia      | 2                    |
| Svédország    | 3                    |
| Svájc         | 3                    |
| Ausztria      | 5                    |
| Új-Zéland     | 6                    |
| Hollandia     | 9                    |
| Németország   | 14                   |

## Feldolgozások
- A Garbage, a No Doubt és a The Distillers előadták a koncerteiken.
- A The 69 Eyes 1997-es Wrap Your Troubles in Dreams albumán dolgozta fel.
- Nikka Costa adta előadása a Zoolander filmzenelemezen hallható.
- A The Dandy Warhols a 2004-es Come On Feel The Dandy Warhols című lemezén dolgozta fel.
- Ashlee Simpson előadta a 2005-ös Autobiography turnéján.